# Synagogue de Wörlitz

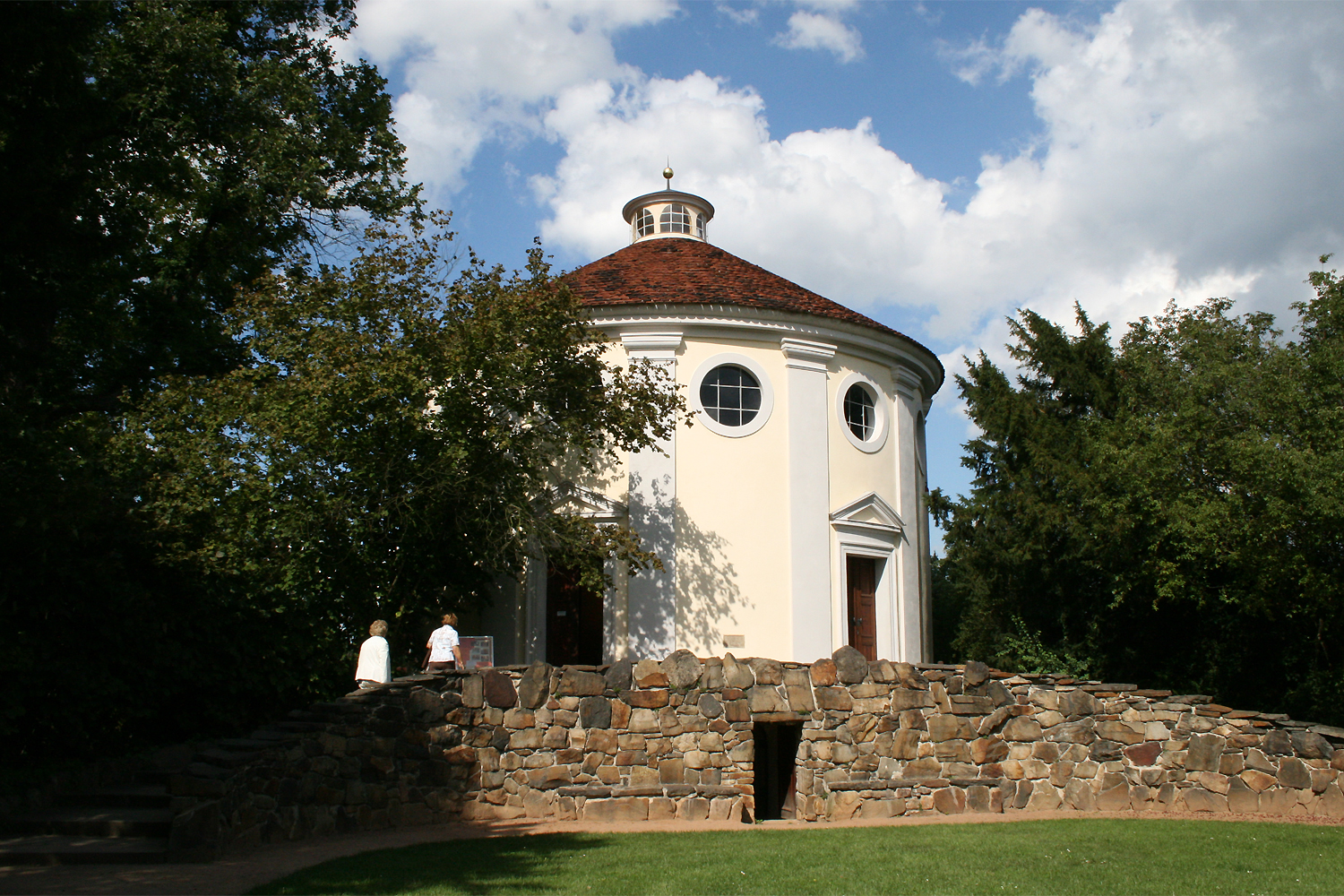
Synagogue de Wörlitz.

La synagogue de Wörlitz est une synagogue construite en 1790, sur ordre du Duc Léopold III d'Anhalt-Dessau. Elle est située dans la ville anhaltine de Wörlitz, à l'intérieur du royaume des jardins de Dessau-Wörlitz, site du Patrimoine Mondial de l'Unesco depuis 2000.
Le duc, un adepte des Lumières et la synagogue est construite comme une expression de sa tolérance politique, mais aussi comme un ornement pour ses jardins. Une ancienne synagogue est démolie dans le cadre de l'embellissement des jardins. C'était la seule synagogue dans la petite ville de Wörlitz et était utilisée par la communauté juive locale à une époque où les Juifs vivent dans les principautés allemandes avec la permission du prince (ici: Anhalt-Dessau).
La synagogue a été conçue par l'architecte de la cour du Duc, Friedrich Wilhelm von Erdmannsdorff, qui l'imagine sur le modèle du "Temple de Vesta" de Tivoli.
Douze pilastres ornent l'extérieur. Une porte menait au rez-de-chaussée, l'entrée de la salle en face de l'arche sainte. L'autre à la galerie semi-circulaire soutenue par six colonnes doriques. La bimah est au centre de l'édifice. Il y a douze fenêtres rondes sous la ligne de toit. Le toit est un cône. Le sous-sol contenait un mikvé et un poêle à chauffer l'eau.

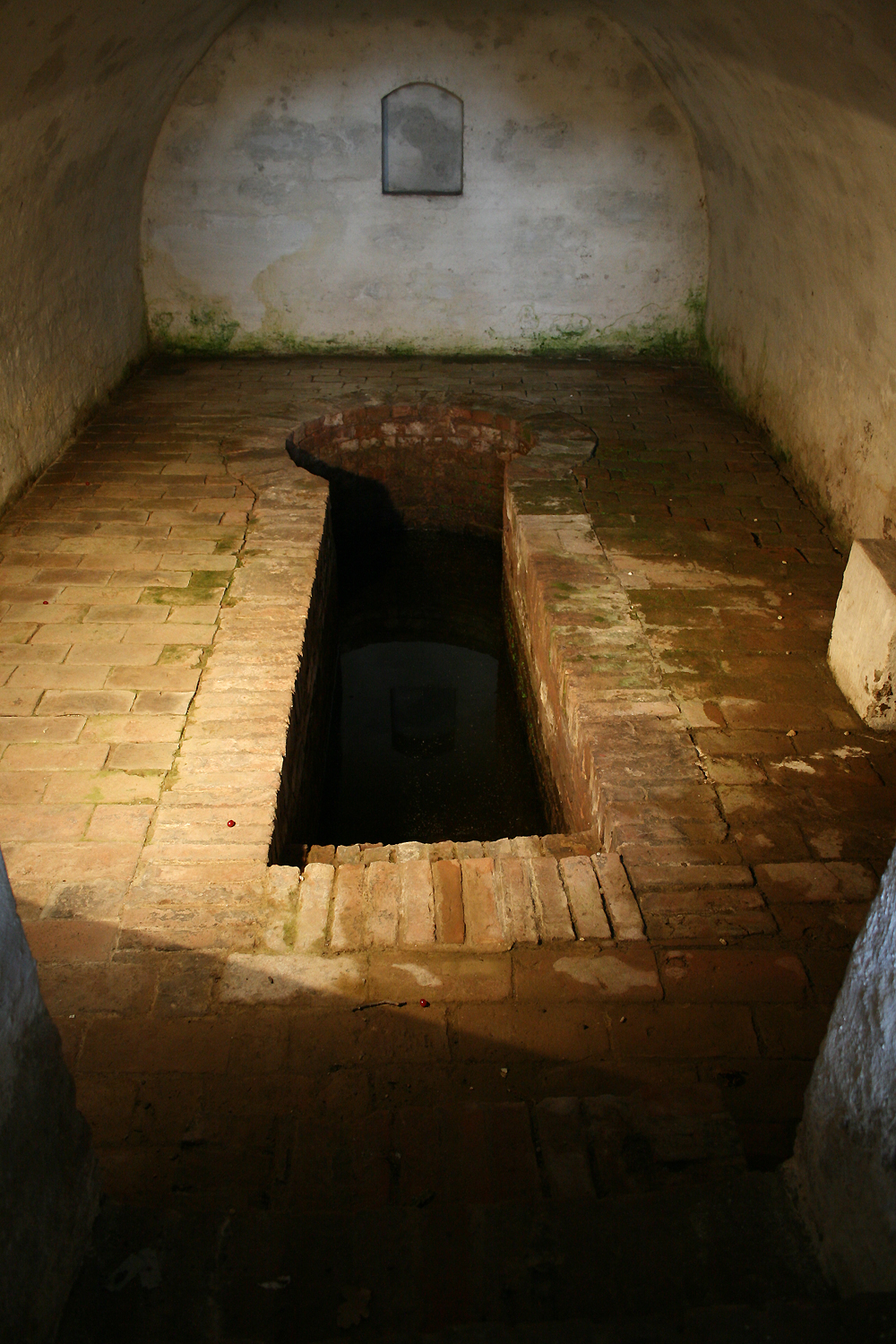
Mikvé.

La synagogue est déclarée monument national en 1937. Malgré cela, le bâtiment est gravement endommagé par les nazis en 1938, au cours de la nuit de cristal. Le directeur du parc réussit à empêcher sa démolition complète mais sera démis de ses fonctions. En 2003, la synagogue est restaurée et est aujourd'hui un petit musée juif présentant l'histoire de la communauté juive de Wörlitz.